# Bellur, Hirekerur
Bellur là một làng thuộc tehsil Hirekerur, huyện Haveri, bang Karnataka, Ấn Độ.